# 绛邑县
绛邑县，中国古代的县。
东汉改绛县置，治所在今山西省曲沃县西南。属河东郡。曹魏、晋朝属平阳郡。北魏太和十一年（487年）改名曲沃县。